# Rue Charles-Monselet (Nantes)
Pour les articles homonymes, voir Rue Charles-Monselet.
La rue Charles-Monselet est une rue de Nantes, en France.

## Caractéristiques
La rue Charles-Monselet est une voie de proche du centre de Nantes. Elle débute dans le prolongement de la rue Mondésir, à son débouché sur la rue de la Bastille, et se poursuit vers le nord-nord-est, traverse la place Émile-Sarradin et se poursuit  jusqu'à la place Anatole-France. Elle mesure un peu plus de 500 m.
Après la place Émile-Sarradin, la rue Charles-Monselet croise les voies suivantes : rue Gabriel-Luneau, rue Guibal, rue George-Sand, rue de Miséricorde, rue de Carcouët, rue Gabriel-Luneau (une 2e fois) et rue de la Pelleterie.
La rue donne son nom au micro-quartier de Monselet.

## Historique
La rue Charles-Monselet correspond à une zone historiquement au nord-ouest du centre de Nantes, essentiellement couverte de vergers et de moulins jusqu'au XIXe siècle.
La rue Charles-Monselet tire son nom de Charles Monselet, écrivain et journaliste français, né à Nantes en 1825, depuis le 10 mai 1894.

## Patrimoine
- no 20 : maison pompéienne, de l'architecte Francis Leray